# 馬基伊夫卡 (普里盧基區)
馬基伊夫卡（烏克蘭語：Макіївка），是烏克蘭北部切爾尼希夫州普里盧基區瓦尔瓦市镇内的村庄。面積0.54平方公里，海拔高度107米，2006年人口237，人口密度每平方公里437.3人。